# Pręt kontrolny

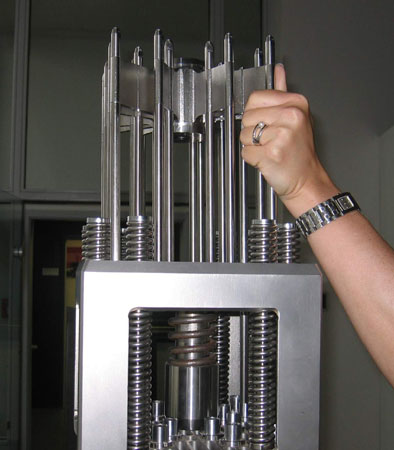
Zespół prętów kontrolnych pojedynczego zestawu paliwowego reaktora PWR

Pręt kontrolny – jeden z elementów rdzenia reaktora jądrowego służący do kontroli tempa zachodzenia łańcuchowej reakcji rozszczepienia. Zbudowany jest z materiałów, które pochłaniają neutrony nie ulegając przy tym rozszczepieniu. Budowa i skład chemiczny prętów jest dobierany pod kątem zakresu energii neutronów powstających w reaktorze, z uwagi na różne przekroje czynne na pochłanianie neutronów o różnych energiach.
Rozróżnia się pręty:
- regulacyjne
- kompensacyjne
- bezpieczeństwa

## Zasada działania
Pręty kontrolne są zazwyczaj grupowane w zestawy prętów kontrolnych (w przemysłowych reaktorach PWR zwykle po 20 sztuk) i umieszczane w prowadnicach wewnątrz zestawu paliwowego (grupie prętów paliwowych).
Zagłębienie prętów kontrolnych między pręty paliwowe powoduje wychwyt neutronów powstających w trakcie rozszczepiania jąder paliwa i osłabienie tempa reakcji łańcuchowej, poprzez niedobór neutronów mogących zapewnić ciągłość tejże reakcji, a w końcu zupełne jej przerwanie. Wsuwanie prętów oznacza wprowadzenie do reaktora ujemnej reaktywności, co powoduje zmniejszenie ilości zachodzących reakcji rozszczepienia, zmniejszenie ilości generowanego w pastylkach paliwowych ciepła, zmniejszenie ilości pary wodnej, i w końcu mniejszą ilość wytworzonej energii elektrycznej.
Energia kinetyczna opadających prętów wytłumiana jest poprzez amortyzatory. Amortyzator chroni pręt i dno kanału od uszkodzenia, płynnie wyhamowując pręt w kanale. Długość drogi hamowania nie przekracza zwykle 10% długości skoku pręta. Amortyzacja może odbywać się z wykorzystaniem sprężyn, poduszek gumowych, pneumatycznie lub hydraulicznie. Amortyzator może stanowić również część napędu pręta.

## Bezpieczeństwo
W reaktorach PWR pręty kontrolne wsuwane są od góry rdzenia. Mechanizm wsadowy znajduje się nad zbiornikiem ciśnieniowym reaktora. Gdy nie używane, pręty kontrolne są utrzymywane poza rdzeniem poprzez elektromagnesy. W razie braku prądu w obwodach elektromagnesu, np. na skutek awarii, pręty samoistnie (bez udziału i możliwości ingerencji operatora), pod wpływem przyciągania ziemskiego, opadną do rdzenia wygaszając reakcje jądrowe.
W reaktorach BWR, z uwagi na obecność osuszacza pary nad rdzeniem reaktora, pręty kontrolne wsuwane są od dołu za pomocą mechanizmów hydraulicznych.
Szczególne pręty kontrolne, których zadaniem jest jak najszybsze przerwanie reakcji łańcuchowej w sytuacjach awaryjnych, nazywane są prętami bezpieczeństwa.

## Materiały prętów
Do pierwiastków o dużym przekroju czynnym na pochłanianie neutronów należy: srebro, ind, kadm, bor, kobalt, hafn, dysproz, gadolin, samar, erb, europ, ich stopy i mieszanki, jak np. stal wysokoborowa, stopy srebra, indu i kadmu, węglik boru, diboran cyrkonu, diboran tytanu, diboran hafnu, tytanek gadolinu, tytanek dysprozu.
Wybór materiału zależy od spektrum energii neutronów w reaktorze, wymaganej odporności mechanicznej, odporności na długotrwałe pochłanianie neutronów, czy też wymaganego czasu użytkowania.
Pręty kontrolne mają zwykle postać tub ze stali nierdzewnej wypełnionych pastylkami lub proszkiem z materiału absorbującego neutrony.
- Stopy srebra, indu i kadmu – zwykle 80% Ag, 15% In, 5% Cd – powszechny materiał w prętach kontrolnych reaktorów typu PWR. Odznacza się dobrą wytrzymałością mechaniczną i łatwością wytwarzania. Musi być osłonięty stalą nierdzewną z uwagi na korodowanie w gorącej wodzie.

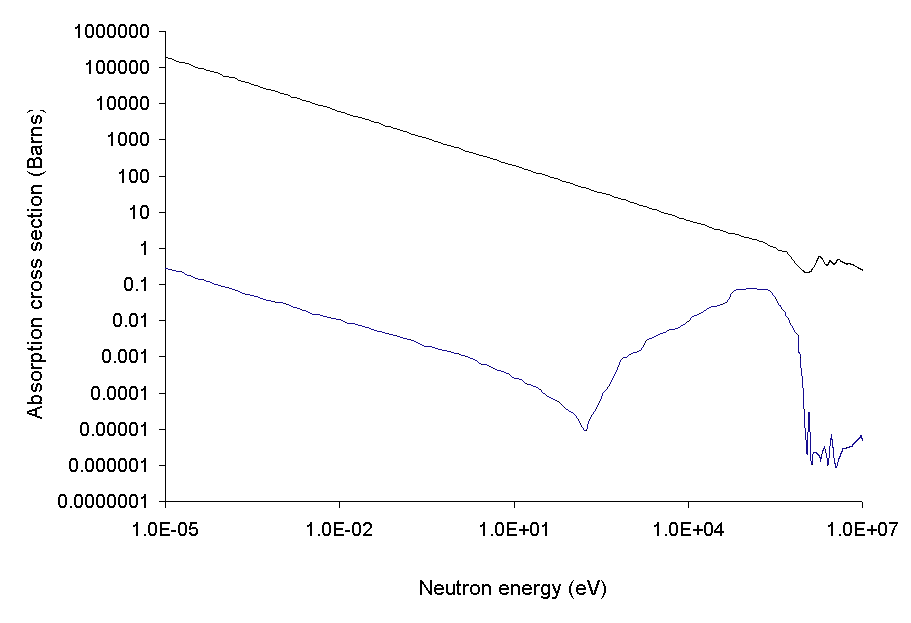
Przekrój czynny na pochłanianie neutronów przez ^{10}B (u góry) i ^{11}B (u dołu), w funkcji energii neutronów

- Bor – powszechnie wykorzystywany pochłaniacz neutronów o szerokim spektrum energii. Z uwagi na niekorzystne właściwości przy wykorzystaniu przemysłowym, zwykle używany w postaci stopu lub domieszek do innych materiałów, np. stali lub węglików. Używany w prętach kontrolnych reaktorów PWR i BWR.
- Hafn – ma bardzo dobre właściwości do zastosowań w reaktorach moderowanych i chłodzonych wodą. Ma dobre właściwości mechaniczne, jest odporny na korozję w gorącej wodzie[2]. Hafn może być w małym stopniu domieszkowany cyną lub tlenem w celu poprawy ciągliwości i pełzania; żelazem, chromem, niobem dla zwiększenia odporności na korozję; oraz molibdenem dla poprawy twardości, ścieralności i podatności na przetwarzanie maszynowe[3]. Z uwagi na koszt i ograniczoną dostępność używany rzadko, np. w amerykańskich reaktorach wojskowych na okrętach wojennych.
- Tytanek dysprozu – materiał testowany na użytek w prętach kontrolnych dla reaktorów PWR, docelowo mający zastąpić stopy Ag-In-Cd. Odznacza się wyższą temperaturą topnienia i łatwością wytwarzania. Nie reaguje z materiałami koszulki paliwowej. Nie ulega aktywacji, wybrzuszeniom ani odparowaniu. Materiał opracowany w Rosji, z myślą o reaktorach WWER i RBMK[4].

Homogeniczne (jednofazowe) pochłaniacze neutronów bywają stosowane w celu kontrolowania reaktywności ciekłych materiałów rozszczepialnych, np. boraks lub kadm jako dodatek do ciekłych metalicznych materiałów rozszczepialnych. Kadm dodaje się też jako metal do roztworów kwasu azotowego materiałów rozszczepialnych, gdzie tworzy azotan kadmu.
W reaktorach chłodzonych gazem, w przypadku awarii prętów kontrolnych do reaktora wpuszczony może zostać azot, którego większy przekrój czynny na pochłanianie neutronów niż czynnika chłodzącego (dwutlenku węgla), obniża reaktywność reaktora.

## Awarie reaktywnościowe
Błędy w poruszaniu prętami kontrolnymi mogą doprowadzić do awarii reaktywnościowych, tj. związanych ze zmianami reaktywności rdzenia reaktora. Zmiany reaktywności mogą bowiem doprowadzić do gwałtownych zmian mocy cieplnej reaktora. Przykładami takich awarii jest awaria reaktora SL-1 i awaria IV bloku elektrowni jądrowej w Czarnobylu.
W przypadku awarii reaktora SL-1 wyciągnięcie głównego pręta kontrolnego o 40 cm ponad maksymalne dozwolone położenie (50 cm zamiast 10 cm) spowodowało wzrost mocy reaktora ponad 6600 razy ponad moc znamionową (do 20 tys. MW, przy mocy znamionowej 3 MW) w ciągu kilku milisekund. Do momentu eksplozji pary wodnej, która podrzuciła 12 tonowy reaktor na wysokość prawie 3 metrów, minęło 0,66 sekundy.